# Eupithecia ultimaria
Eupithecia ultimaria là một loài bướm đêm thuộc họ Geometridae. Loài này được tìm thấy ở châu Âu.
Sải cánh dài 13–17 mm. The moths gặp ở tháng 6 đến tháng 7 tùy theo địa điểm.
Ấu trùng ăn Tamarix gallica.

## Hình ảnh

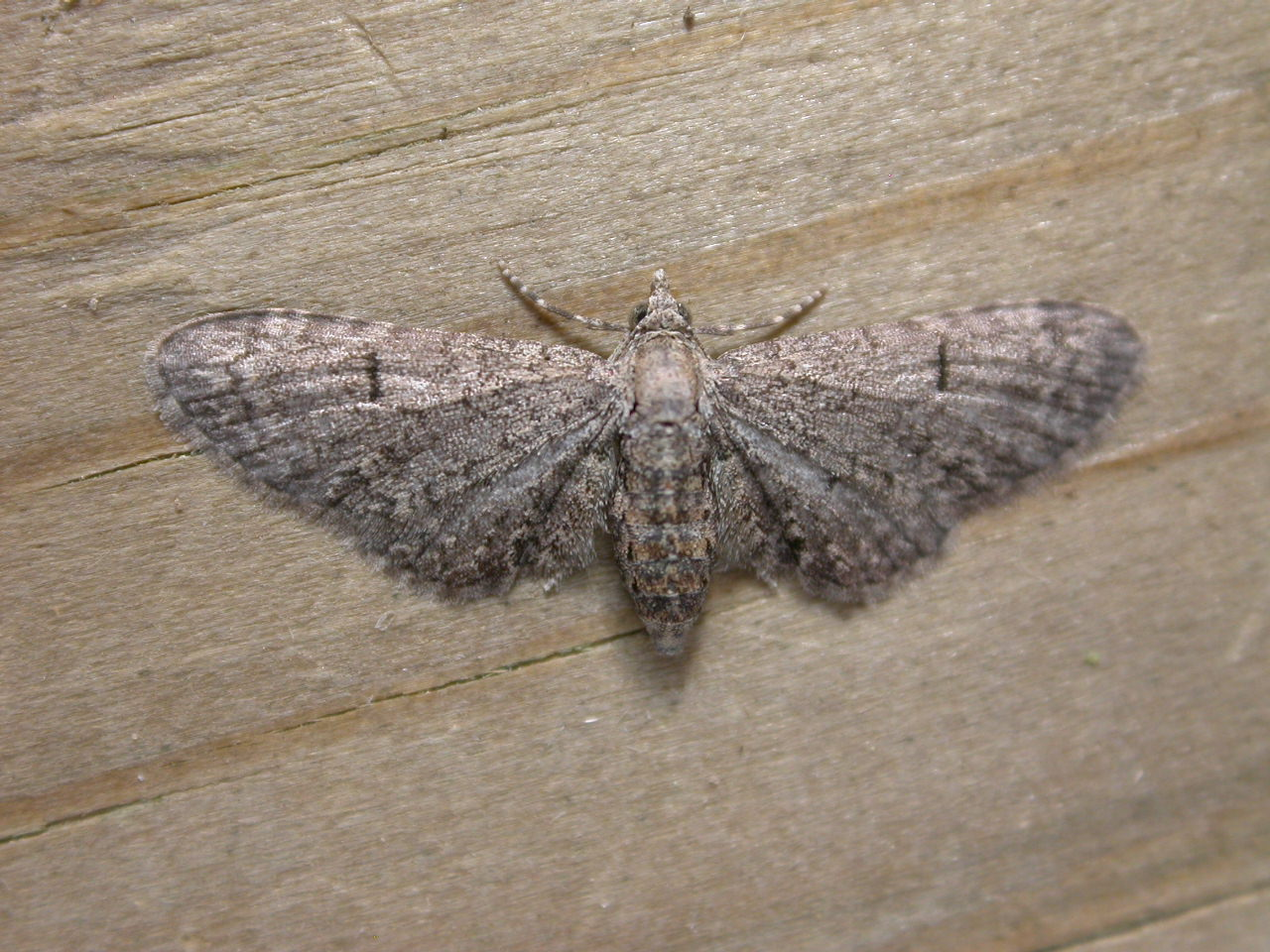
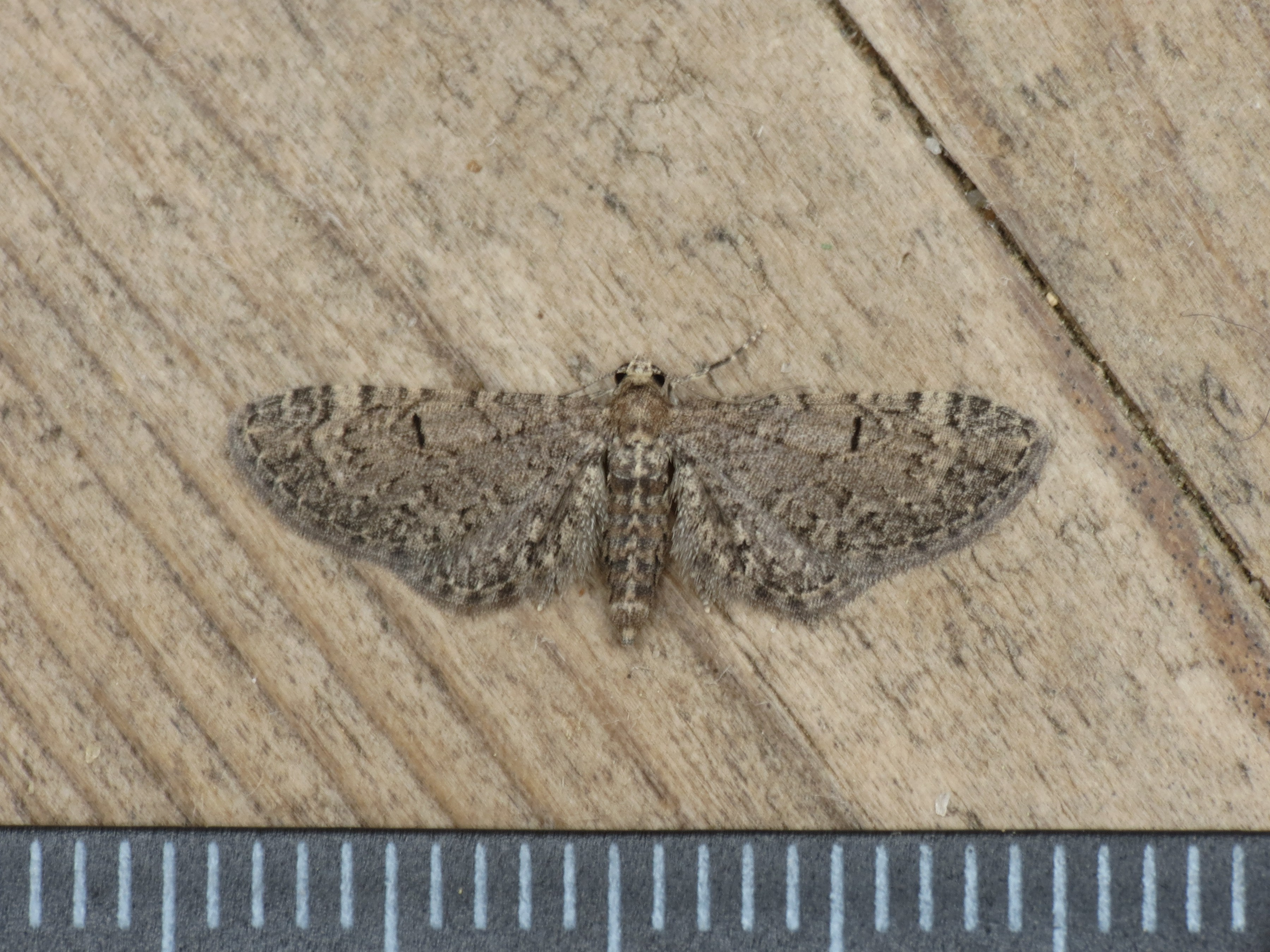
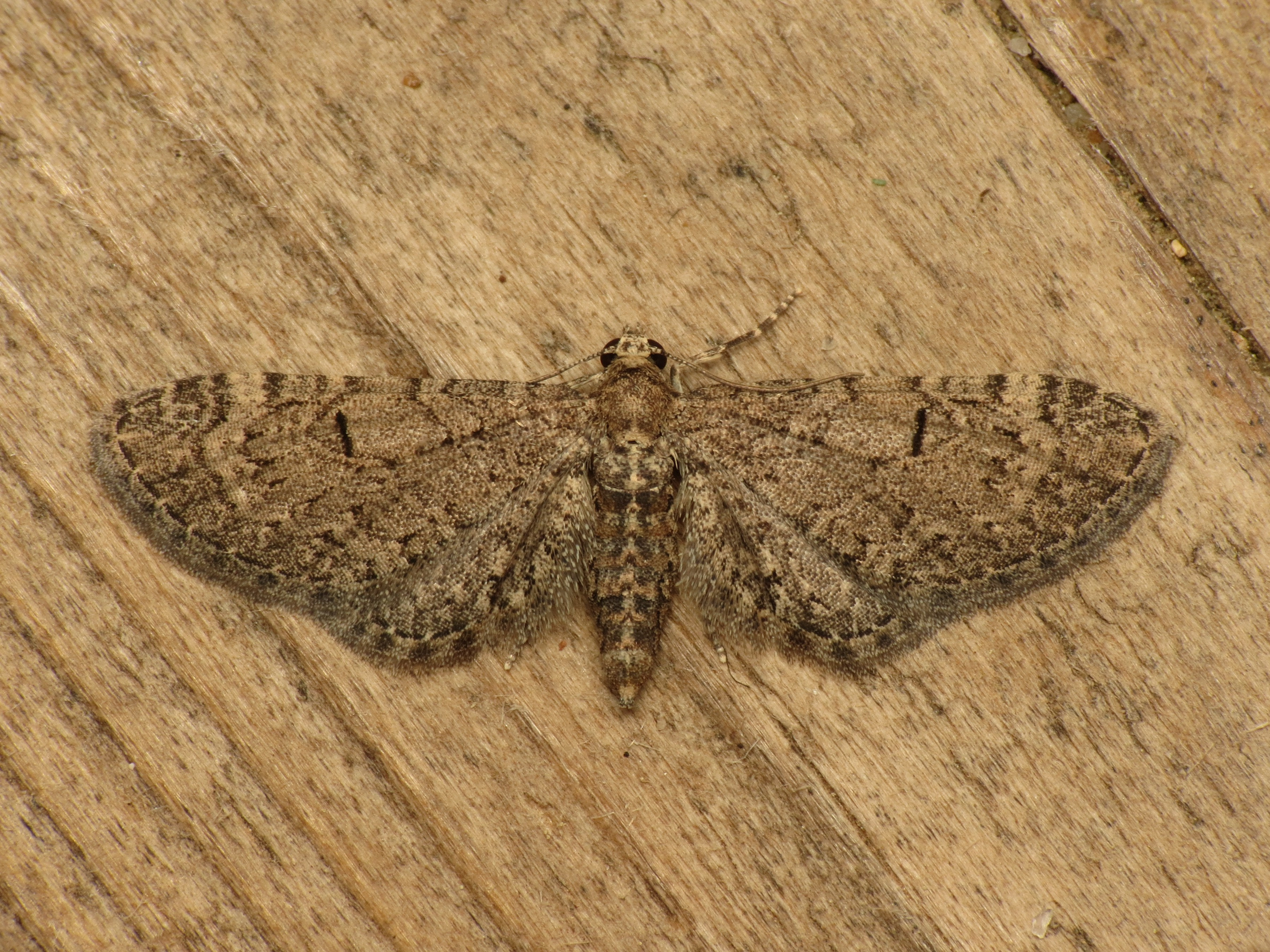
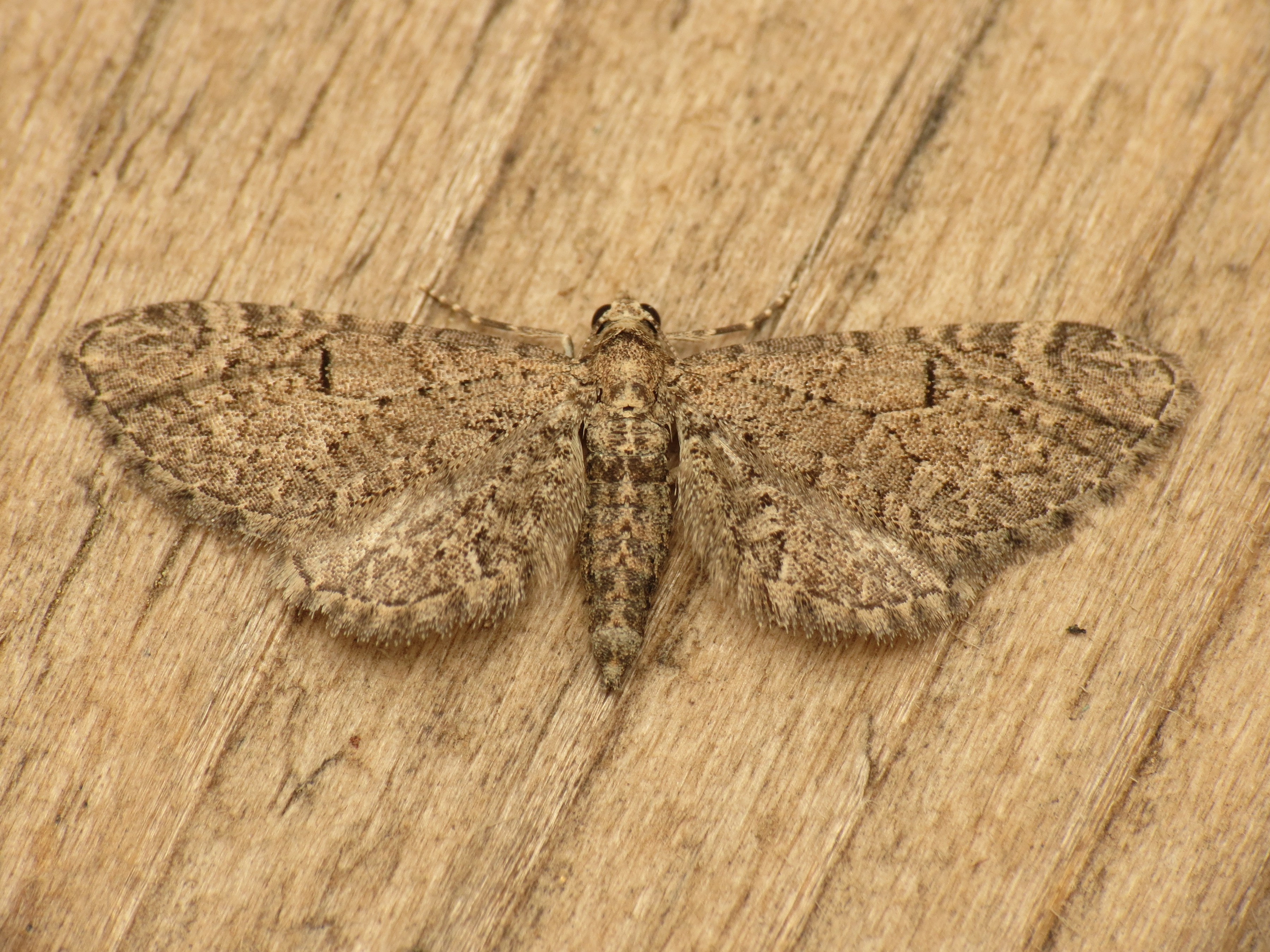